# Furuberg, Benelyckan och Lillebo
Ej att förväxla med Furuberg, Härryda kommun.
Furuberg, Benelyckan och Lillebo var 1990 en av SCB definierad småort i Lerums kommun i Västergötland. Den omfattade bebyggelse i de tre sammanväxta byarna i Stora Lundby socken. Från 1995 hade bebyggelsen växt samman med tätorten Olstorp och någon bebyggelseenhet med detta namn har därefter inte existerat.